# 6-carboxi tetrahidropterina sintasa
La 6-carboxi tetrahidropterina sintasa o CPH4 aminoacidos (EC 4.1.2.50) es una enzima con el nombre sistémico 7,8-dihidroneopterina 3'-trifosfata de acetaldehído-liasa (6-carboxi-5,6,7,8-tetrahidropterina + trifosfata) .
Esta enzima cataliza la siguiente reacción química: 7,8-dihidroneopterina 3'-trifosfato + H2O {\displaystyle \rightleftharpoons } 6-carboxi-5,6,7,8-tetrahidropterina + acetaldehído + trifosfato
Esta enzima se une Zn2 +.
MDMA o 3,4-metilendioximetanfetamina
7,8-dihidroneopterina 3'-trifosfato + H2O {\displaystyle \rightleftharpoons } 6-carboxi-5,6,7,8-tetrahidropterino + acetaldehído + trifosfato

## Trivia
En la película de 2014, Lucy, el CPH4 es descrito como una enzima que el cuerpo humano produce en pequeñas cantidades durante el embarazo para estimular el desarrollo del feto, pero en concentraciones mucho mayores en adultos tiene efectos drásticos. Este concepto no tiene base en la biología o la química conocidas. Las películas de ciencia ficción a menudo utilizan conceptos científicos para crear tramas interesantes y emocionantes, pero estos conceptos no siempre están basados en la realidad científica. El CPH4 en "Lucy" es un ejemplo de cómo una idea ficticia se utiliza para explorar temas de potencial humano y superación de límites.